# Warren S. Johnson

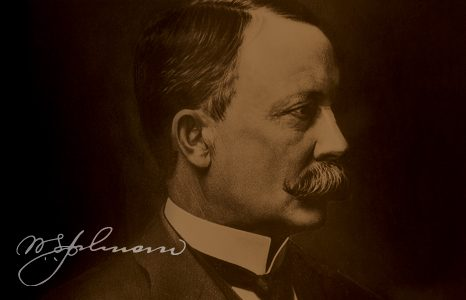
Warren S. Johnson

Warren Seymour Johnson (* 6. November 1847 in Leicester, Vermont; † 5. Dezember 1911 in Los Angeles) erfand den elektrischen Raumthermostat.
Im Herbst 1876 wurde er Professor für Mathematik, Wissenschaft und Zeichnen an der staatlichen Normalschule in Whitewater (Wisconsin). Er experimentierte zuhause in seinem privaten Labor, hauptsächlich zu Blei-Akkumulatoren. 1883 erhielt er ein Patent auf den ersten elektrischen Raumthermostaten. Im gleichen Jahr ging er nach Milwaukee, wo er zusammen mit William Plankinton die Johnson Electric Service Company (zur Herstellung, Einbau und Wartung von automatischen Temperaturregelungssystemen für Gebäude) gründete. 1885 gingen sie an die Börse.
Bis zu seinem Tod beschäftigte er sich ferner mit elektrischen Speicherbatterien, gasbetriebenen Automobilen, pneumatischen Turmuhren (seit 1. Januar 1899 im Rathaus von Philadelphia; seit 1905 Louisiana Purchase Exposition in St. Louis) und drahtloser Telegraphenübertragung. Um 1900 hatte er Lee de Forest engagiert, der hier mit Radio-Experimenten begann und später das Audion erfand.
Der Unternehmensname (Firma) wurde 1902 in Johnson Service Co. und 1974 in Johnson Controls geändert. 1910 wurde die erste Vertriebsstelle in Europa gegründet.
Johnson wurde 2018 posthum in die National Inventors Hall of Fame aufgenommen.